# Aloe hendrickxii
Aloe hendrickxii ist eine Pflanzenart der Gattung der Aloen in der Unterfamilie der Affodillgewächse (Asphodeloideae). Das Artepitheton hendrickxii ehrt den belgischen Agronom Fred L. Hendrickx.

## Beschreibung

### Vegetative Merkmale
Aloe hendrickxii wächst stammlos oder kurz stammbildend, ist reich verzweigt und bildet dichte Gruppen. Die etwa 16 lanzettlich verschmälerten Laubblätter bilden Rosetten. Die Blattspreite ist 22 Zentimeter lang und 4 Zentimeter breit. Die Blattoberseite ist trübgrün bis gräulich bereift, die Blattunterseite ist graugrün. Gelegentlich befinden sich auf den Blättern wenige undeutliche, trübgräulichgrüne, verlängerte Flecken. Die festen Zähne am Blattrand sind 3 Millimeter lang und stehen 5 bis 8 Millimeter voneinander entfernt. In der unteren Hälfte sind sie grünlich weiß. darüber bräunlich gespitzt. Der Blattsaft ist trocken gelb. 

### Blütenstände und Blüten
Der Blütenstand besteht aus vier bis fünf Zweigen und erreicht eine Länge von 40 bis 50 Zentimeter. Die ziemlich dichten, zylindrisch-konischen Trauben sind 12 bis 15 Zentimeter lang. Die deltoiden Brakteen weisen eine Länge von 14 Millimeter auf und sind 3 bis 4 Millimeter breit. Die trüb scharlachroten Blüte stehen an 13 Millimeter langen Blütenstielen. Die Blüten sind 30 Millimeter lang und an ihrer Basis gerundet. Auf Höhe des Fruchtknotens weisen die Blüten einen Durchmesser von 4,5 Millimeter auf. Darüber sind sie leicht verengt und schließlich zur Mündung erweitert. Ihre äußeren Perigonblätter sind auf einer Länge von 10 Millimetern nicht miteinander verwachsen. Die Staubblätter und der Griffel ragen 3 Millimeter aus der Blüte heraus.

## Systematik und Verbreitung
Aloe hendrickxii ist in Zaire auf Granitfelsvorkommen in Höhen von etwa 2450 Metern verbreitet.
Die Erstbeschreibung durch Gilbert Westacott Reynolds wurde 1955 veröffentlicht.

## Nachweise